# Poinciana (gênero)
Poinciana é um género botânico pertencente à família Fabaceae.
O género foi descrito por Lineu e publicado em Species Plantarum 1: 380. 1753. A espécie-tipo é Poinciana pulcherrima L.
A base de dados The Plant List indica que este género não tem nomes aceites. A base de dados Tropicos indica Caesalpinia L. como nome aceite para este género.
Segundo o sistema de classificação filogenética Angiosperm Phylogeny Website este género é sinónimo de Caesalpinia.

## Classificação do gênero
| Sistema | Classificação                     | Referência               |
| ------- | --------------------------------- | ------------------------ |
| Linné   | Classe Decandria, ordem Monogynia | Species plantarum (1753) |